# Émilie Trimoreau
Émilie Trimoreau, née le 12 mai 1981 à La Roche-sur-Yon, est une footballeuse française.

## Biographie

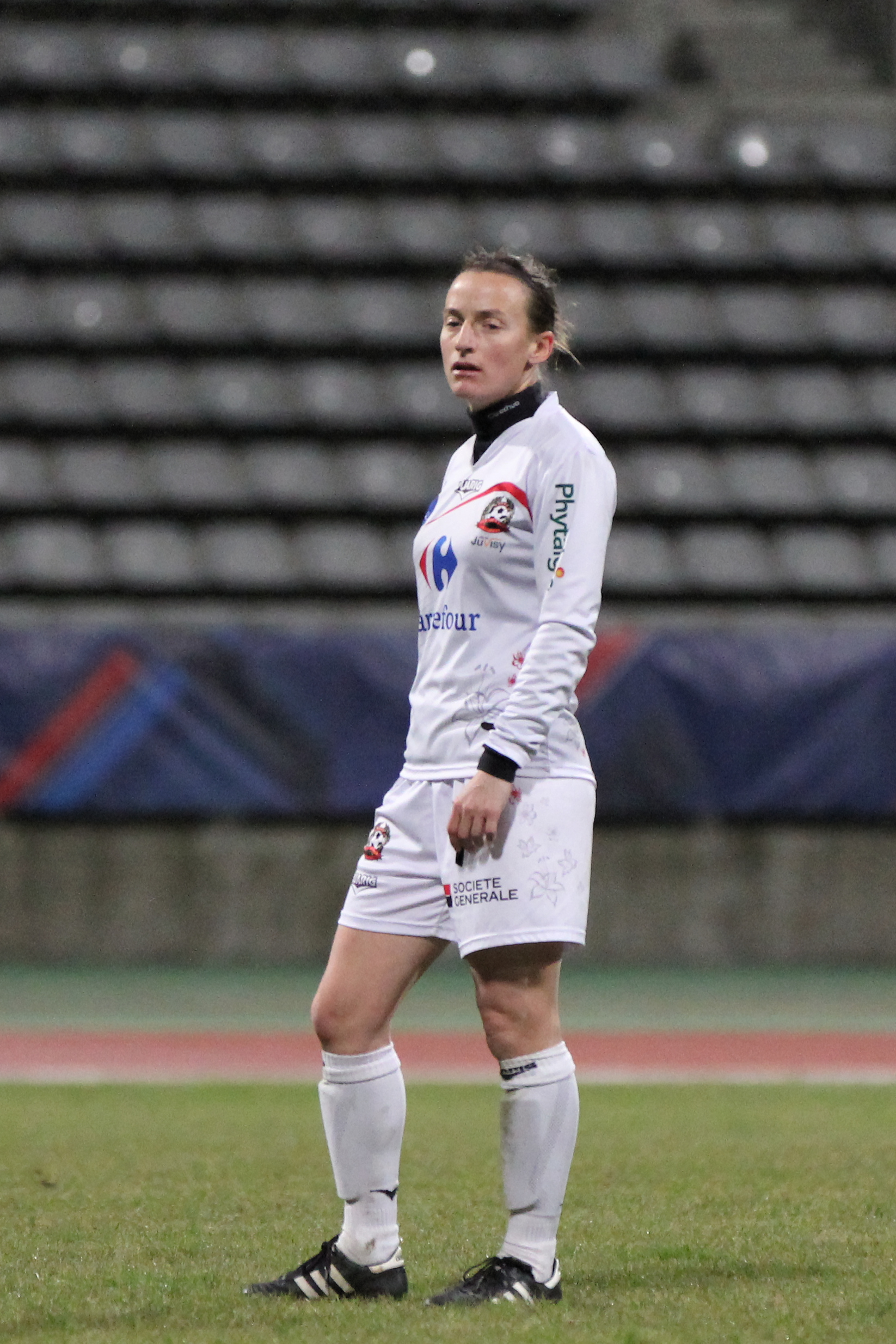
Émilie Trimoreau lors de PSG-Juvisy (saison 2012-2013).

Elle évolue au poste de milieu de terrain au Juvisy FCF.
https://web.archive.org/web/20160709031105/http://fcfjuvisy.fr/mod-football/p:player/id:6/season:2010-2011/trimoreau-emilie.htm

## Palmarès
- Championne de France de D1 en 2003 et en 2006 avec Juvisy
- Vainqueur du Challenge de France en 2005 avec Juvisy